# Tanasvān
Tanasvān (persiska: تنسوان) är en ort i Iran.   Den ligger i provinsen Nordkhorasan, i den nordöstra delen av landet, 600 km öster om huvudstaden Teheran. Tanasvān ligger 1 130 meter över havet och antalet invånare är 353.
Terrängen runt Tanasvān är varierad. Runt Tanasvān är det ganska tätbefolkat, med 75 invånare per kvadratkilometer. Närmaste större samhälle är Shīrvān, 5,1 km norr om Tanasvān. Trakten runt Tanasvān består till största delen av jordbruksmark.